# Wolf Caspar von Klengel
Wolf Caspar Klengel, dal 1664 Wolf Caspar von Klengel (Dresda, 8 giugno 1630 – Dresda, 10 gennaio 1691), è stato un architetto e ingegnere tedesco.

## Biografia

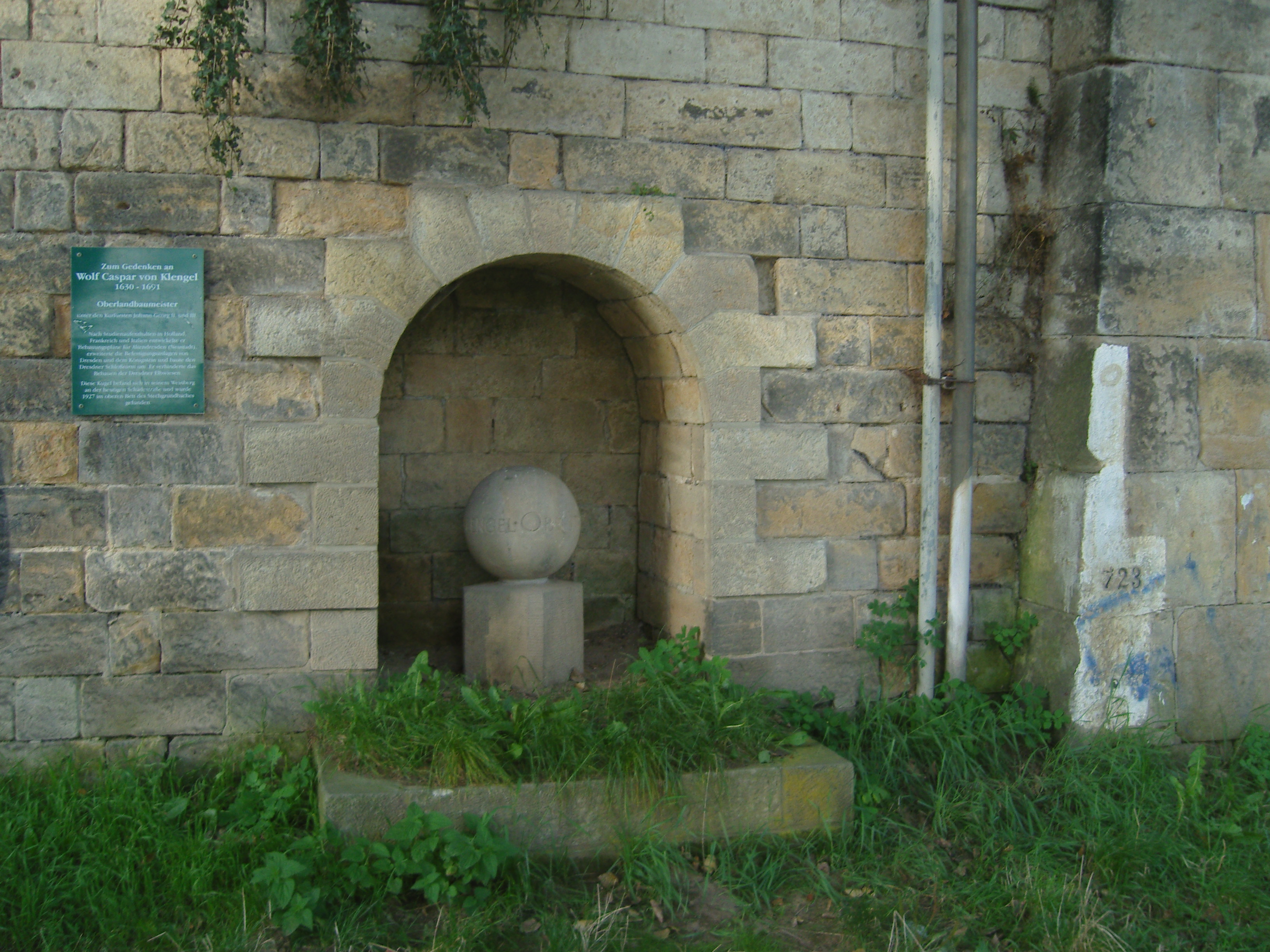
Pietra commemorativa sul Körnerweg per Wolf Caspar von Klengel

Wolf Caspar von Klengel nacque a Dresda l'8 giugno 1630, sin da giovane evidenziò talento e predisposizione per l'architettura e la matematica, studiò sotto la guida di Christoph Pinkerden approfondendo l'architettura militare e il sistema di artiglieria.
Il suo percorso di studi, per perfezionare le sue conoscenze, incluse un lungo viaggio europeo, dal 1647 al 1649, attraverso i Paesi Bassi, con gli insegnamenti del matematico Origanus, il Belgio e la Francia. Visitò le più importanti fortificazioni olandesi e belghe migliorando le sue competenze nel settore.
In Italia soggiornò dal 1651 al 1655, incontrando i più importanti esponenti dell'arte, come Bernini, Borromini, Longhena, Pietro Muttoni. Visse a Firenze, a Roma, a Venezia, dove nel 1655 assunse la carica di ispettore delle fortificazioni della Dalmazia.
Rientrato in Patria, incominciò la sua carriera esordendo con la torre del castello a Torgau, e proseguendo con opere minori di carattere religioso a Moritzburg, a Dresda, a Meißen.
Dal 1654 realizzò a Dresda, per il Palazzo Reale di Dresda e nei suoi pressi, le sue opere principali, ora distrutte: il teatro (1664-1667), il nuovo teatro di danza (1668-1669), il padiglione del tiro a segno (1672-1673).
In queste opere Klengel dimostrò di essere un anticipatore del Barocco, di ricevere influenze dall'architettura italiana e francese, anche se conservò una certa autonomia stilistica e una sensibilità personale, oltre che di esprimere intensi cromatismi e plasticità.
In quegli stessi anni ottenne nomine per la gestione delle collezioni d'arte di corte, con incarichi diplomatici all'estero, dal 1656 al 1661 soprattutto per l'Italia, nel 1669 in Inghilterra, nel 1670 nei Paesi Bassi.
Da ricordare sono ancora la Komödienhauses (1664), presso Vienna, e quella a Monaco di Baviera (1657), che risultò uno dei primi edifici teatrali tedeschi di particolare importanza per lo sviluppo del barocco in Germania.
Successivamente Klengel ricevette nel 1672 dal kaiser Leopoldo I la carica di supervisore delle fortificazioni e degli edifici civili, e a questo impegnò dedicò tutto il resto della sua vita, ad eccezione di qualche opera nell'ambito civile, come il progetto per la ricostruzione di Dresda nel 1685, dopo un devastante incendio, e per la torre della cattedrale di Dippoldiswalde (1685-1686), la sua ultima opera.
Il suo stile si caratterizzò per il passaggio dal manierismo al barocco, partendo dall'architettura cortese di Dresda degli inizi del XVII secolo e mostrando la tendenza ad una certa monumentalità architettonica.